# 瓦蒂尼 (埃纳省)
瓦蒂尼（法語：Watigny，法語發音：[watiɲi]）是法国上法蘭西大區埃纳省的一个市镇，属于韦尔万区。

## 地理
瓦蒂尼（49°54'7"N, 4°11'55"E）面积21.12 平方千米，位于法国上法蘭西大區埃纳省，该省份为法国北部内陆省份，北起北部省，西接索姆省和瓦兹省，东临阿登省和马恩省，西南至塞纳-马恩省，东北部与比利时接壤。
与瓦蒂尼接壤的市镇（或旧市镇、城区）包括：阿尼马丹略、勒兹、马蒂尼、圣米歇尔、拉讷维尔欧茹特、小锡尼、莫米尼。

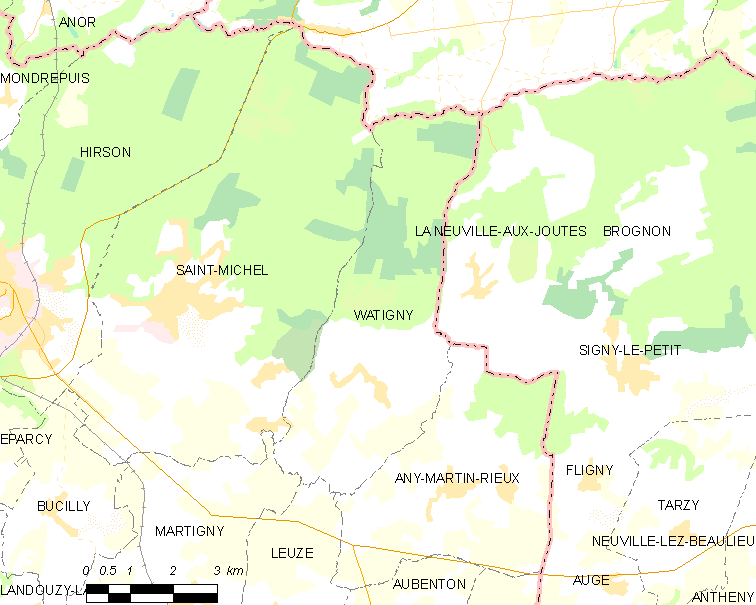
的OSM定位图

瓦蒂尼的时区为UTC+01:00、UTC+02:00（夏令时）。

## 行政
瓦蒂尼的邮政编码为02830，INSEE市镇编码为02831。

## 政治
瓦蒂尼所属的省级选区为伊尔松县。

## 人口

1962-2008年间人口变化图示

瓦蒂尼于2022年1月1日时的人口数量为359人。